# پایگاه داده مرجع پروتئین انسانی
پایگاه داده مرجع پروتئین انسانی (انگلیسی: Human Protein Reference Database) (اختصاری HPRD)، یک پایگاه داده پروتئین است که از طریق اینترنت قابل دسترسی می‌باشد.

## بررسی اجمالی
اِچ‌پی‌آردی نتیجهٔ تلاش مشترک بین‌المللی میان مؤسسه بیوانفورماتیک در بنگالورو هند و آزمایشگاه Pandey در دانشگاه جانز هاپکینز در بالتیمور، ایالات متحده آمریکا است. پایگاه داده مرجع پروتئین انسانی، نظارت و مراقبت -توسط انسان- از اطلاعات علمی مربوط به زیست‌شناسی بسیاری از پروتئین‌های انسانی را دربر می‌گیرد. در این مرکز، اطلاعات در خصوص پروتئین‌های درگیر در بیماری مشخص می‌شود. این منبع، اطلاعات مربوط به عملکردهای پروتئین انسانی از جمله تعامل پروتئین-پروتئین، پیرایش پسارونویسی، روابط آنزیم سوبسترا و مشارکت در بیماری را به تصویر می‌کشد.
نکات برجسته HPRD به شرح زیر است:
- پایگاه دادهٔ اِچ‌پی‌آردی از شرح‌نویسی برای ۱۰٬۰۰۰ تعامل پروتئین-پروتئینی بر روی ۳۰۰۰ پروتئین در سال ۲۰۰۳ میلادی، به شرح‌نویسی منحصر به فرد بیش از ۳۶٬۵۰۰ تعامل پروتئین-پروتئینی برای ۲۵٬۰۰۰ پروتئین از جمله ۶٬۳۶۰ ایزوفرم پایان سال ۲۰۰۷ میلادی افزایش یافته است.[۲]
- برای بیش از ۵۰٪ از مولکول‌های فهرست شده در اِچ‌پی‌آردی حداقل یک تعامل پروتئین-پروتئین و برای ۱۰٪ بیش از ۱۰ تعامل پروتئین-پروتئین، شرح‌نویسی صورت گرفته است.
- آزمایش تعامل پروتئین-پروتئین‌ها، به‌طور گسترده به سه دسته یعنی آزمایشگاهی، در داخل بدن (محیط زنده) و غربالگری دو هیبریدی (Y2H) گروه‌بندی می‌شوند. ۶۰٪ از تعاملات پروتئین-پروتئین در اِچ‌پی‌آردی مشخص می‌شود.
- اطلاعات پایگاه داده مرجع پروتئین انسانی به صورت جداگانه و با فرمت اکس‌ام‌ال برای دانلود فراهم است.[۳]